# Thumatha fumosa
Thumatha fumosa är en fjärilsart som beskrevs av Bankes 1909. Thumatha fumosa ingår i släktet Thumatha och familjen björnspinnare. Inga underarter finns listade i Catalogue of Life.